# Johann von Burgund (Bourbon)
Johann von Burgund (franz.: Jean de Bourgogne; * 1231; † 29. September 1268) war ein Graf von Charolais und Herr von Bourbon. Er war ein jüngerer Sohn des Herzogs Hugo IV. von Burgund und der Yolande von Dreux.
Johann heiratete im Februar 1248 Agnes († 1288), die Erbtochter des Herrn Archambault IX. von Bourbon aus dem Haus Dampierre. Nach dem Tod seiner Schwägerin Mathilde 1262 wurde Johann dadurch im Recht seiner Frau (iure uxoris) Herr von Bourbon.
Mit seiner Frau hatte Johann eine Tochter, Beatrix († 1310), welche sowohl das väterliche wie auch mütterliche Erbe antreten sollte. Sie wurde 1272 mit dem königlichen Prinzen Robert, Graf von Clermont, verheiratet. Beide sind die Stammeltern der kapetingischen Dynastie der Bourbonen.